# Concepción del Uruguay
Concepción del Uruguay ist die Hauptstadt des Departamento Uruguay in der Provinz Entre Ríos im nordöstlichen Argentinien. Sie liegt im Osten der Provinz, nahe der Grenze zu Uruguay und hat 67.474 Einwohner (2001, INDEC).

## Lage
Concepción liegt am Riacho Illapé, einem Nebenarm des Río Uruguay. Die Umgebung ist ein leicht hügeliges, teilweise bewaldetes Grasland. Das Klima ist subtropisch und das ganze Jahr über feucht.

## Geschichte
Das 1783 gegründete Concepción del Uruguay war einer der ersten Orte, die sich nach der Mairevolution 1810 der argentinischen Unabhängigkeitsbewegung anschlossen. In den 1810er- und 1820er-Jahren musste sich die Stadt nicht nur gegen die spanischen Truppen, sondern auch gegen die Portugiesen und später gegen die Unitarier verteidigen (siehe hierzu Geschichte Argentiniens). 1816 sowie zwischen 1860 und 1883 war die Stadt Hauptstadt der Provinz.
Ihr berühmtester Bürger war der Freiheitskämpfer und spätere argentinische Präsident Justo José de Urquiza, der Concepción 1826 die Stadtrechte verlieh und hier 1848 die erste staatliche Schule Argentiniens gründete. 1870 wurde Urquiza ermordet, was zu weiteren kleinen Kampfhandlungen führte. Als sich die Lage ab 1880 wieder stabilisierte, entwickelte sich die Stadt vor allem als Handelszentrum; sein Hafen und sein Zoll waren überregional bedeutend.

## Sehenswürdigkeiten
Aus dem 19. Jahrhundert stammen mehrere sehenswerte Bauten. Die Mariä-Empfängnis-Basilika wurde 1857 unter Urquiza gebaut, sie beherbergt heute sein Mausoleum. Ebenfalls von Urquiza stammt die höhere Schule Colegio Superior del Uruguay (1848) und das Post- und Telegrafenhaus (1868). Das Historische Museum bietet Einblick in die Zeit der Unabhängigkeitskriege.
Etwas außerhalb der Stadt liegen die sehenswerten Paläste von Santa Cándida und San José, die ebenfalls Urquiza anzurechnen sind.

## Wirtschaft
Concepción ist heute nach wie vor hauptsächlich ein Handels- und Dienstleistungszentrum; Industrie und Landwirtschaft spielen nur eine untergeordnete Rolle.

## Persönlichkeiten

### Söhne und Töchter der Stadt
- Vizconde de Lascano Tegui (1887–1966), Diplomat und Schriftsteller
- José Lorenzo Sartori (1932–2018), römisch-katholischer Geistlicher, Bischof von San Roque de Presidencia Roque Sáenz Peña
- José Chamot (* 1969), Fußballspieler
- Walter Kannemann (* 1991), Fußballspieler

### Mit der Stadt verbunden
- Juan José Rossi (* 1932), Museumsgründer, Ethnologe